# 戯夜曼
『戯夜曼』（ぎやまん - Diamant）は、岩崎宏美の15枚目のオリジナル・アルバム。1985年6月5日発売。発売元はビクター音楽産業。
規格品番は、SJX-30268 (レコード)、VDR-1060 (CD)。

## 概要
芸映独立後初のオリジナル・アルバムで、国内制作盤としては約2年ぶりの作品である。アルバムタイトルの「戯夜曼」とは、オランダ語でダイヤモンドの意。アートワークやサウンド面においてもイメージ・チェンジが図られ、新たな女性像をアピールした作品となっている。カメリアダイヤモンドのCM曲として使用されたシングル曲「決心」「夢狩人」を収録。アルバムタイトルも含め、収録された11曲全てに漢字のみのタイトルが付けられている。
1曲を除き、当時安全地帯の楽曲制作に携わっていた松井五郎が作詞を担当しており、作曲には山川恵津子、滝沢洋一らが、編曲では奥慶一、大村雅朗、萩田光雄らが起用されている。
2007年に紙ジャケット仕様で復刻された際には、36枚目のシングル「夢狩人 (シングルバージョン)」(1985.4.5)と、「二重唱 (デュエット)」から「ファンタジー」までのシングルA・B面のオリジナル・カラオケ8曲がボーナス・トラックとして追加収録され、『戯夜曼+9』としてリリースされた。

## 収録曲

### オリジナル盤
- 全曲作詞：松井五郎（特記以外）

#### Side A
1. 恋孔雀 (こいくじゃく)
作曲：滝沢洋一 / 編曲：大村雅朗
2. 星遊劇 (ほしあそび)
作曲：滝沢洋一 / 編曲：奥慶一
3. 唇未遂 (くちびるみすい)
作曲・編曲：奥慶一
4. 夏物語
作曲・編曲：奥慶一
5. 夢狩人 (Version Ⅱ)
作曲：奥慶一 / 編曲：大村雅朗
  - 36枚目のシングル収録曲。

#### Side B
1. 偽終止 (ぎしゅうし)
作曲：山川恵津子 / 編曲：奥慶一
2. 横浜嬢 (よこはまモガ)
作曲：山川恵津子 / 編曲：奥慶一
3. 射麗女 (しゃれいど)
作曲：奥慶一 / 編曲：萩田光雄
4. 決心
作詞：山川啓介 / 作曲：奥慶一 / 編曲：萩田光雄
  - 36枚目のシングル収録曲。
5. 風関係
作曲・編曲：奥慶一
6. 誘惑雨 (さそいあめ)
作曲：滝沢洋一 / 編曲:奥慶一

### CD（2007年盤）
1. 恋孔雀 (こいくじゃく)
2. 星遊劇 (ほしあそび)
3. 唇未遂 (くちびるみすい)
4. 夏物語
5. 夢狩人 (Version Ⅱ)
6. 偽終止 (ぎしゅうし)
7. 横浜嬢 (よこはまモガ)
8. 射麗女 (しゃれいど)
9. 決心
10. 風関係
11. 誘惑雨 (さそいあめ)

#### ボーナス・トラック
1. 夢狩人（シングル・バージョン）
作曲・編曲：奥慶一
2. 二重唱 (デュエット)（オリジナル・カラオケ）
作曲：筒美京平 / 編曲：萩田光雄
3. 月見草（オリジナル・カラオケ）
作曲：筒美京平 / 編曲：萩田光雄
4. ロマンス（オリジナル・カラオケ）
作曲・編曲：筒美京平
5. 私たち（オリジナル・カラオケ）
作曲・編曲：筒美京平
6. センチメンタル（オリジナル・カラオケ）
作曲・編曲：筒美京平
7. そうなのよ（オリジナル・カラオケ）
作曲・編曲：筒美京平
8. ファンタジー（オリジナル・カラオケ）
作曲・編曲：筒美京平
9. パピヨン（オリジナル・カラオケ）
作曲・編曲：筒美京平